# أبو حماد (مركز)
مركز أبو حماد، مركز إداري مصري. يقع في محافظة الشرقية الواقعة في جمهورية مصر العربية. القاعدة الإدارية للمركز هي مدينة أبو حماد، وتضم كذلك مدينة القرين.